# CM-40 (Spanje)

De CM-40

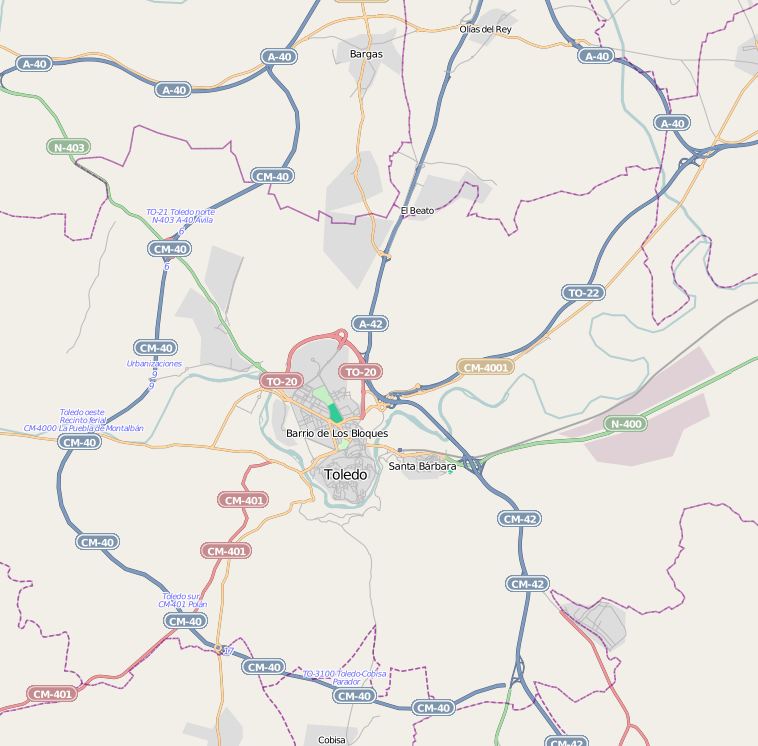

De CM-40 of de Ronda Suroeste de Toledo is een autovía in Castilië-La Mancha en vormt een zuidwestelijke rondweg om Toledo over een afstand van 23,3 kilometer. De snelweg werd opengesteld in 2010 en verbindt de A-40 met de CM-42.